# Municipalité du district de Biržai
La municipalité du district de Biržai (en lituanien : Biržų rajono savivaldybė) est l'une des soixante municipalités de Lituanie. Son chef-lieu est Biržai.

## Seniūnijos de la municipalité du district de Biržai
- Biržų miesto seniūnija (Biržai)
- Nemunėlio Radviliškio seniūnija (Nemunėlio Radviliškis)
- Pabiržės seniūnija (Pabiržė)
- Pačeriaukštės seniūnija (Pačeriaukštė)
- Papilio seniūnija (Papilys)
- Parovėjos seniūnija (Parovėja)
- Širvėnos seniūnija (Biržai)
- Vabalninko seniūnija (Vabalninkas)

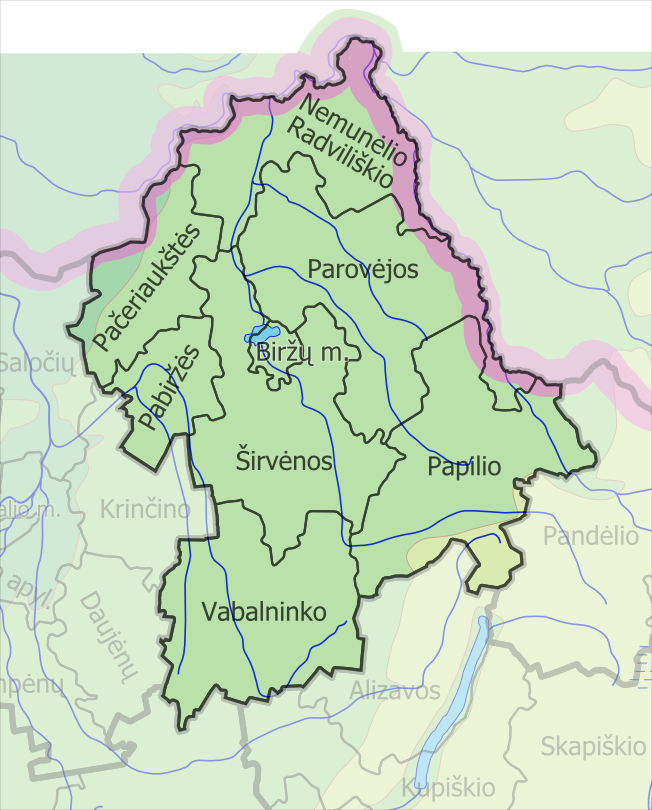
Seniūnijos de la municipalité du district de Biržai.